# PAYDAY 2
PAYDAY 2 (ペイデイ2) とは、Overkill Software (en:Overkill Software) によって開発され、505 Gamesが販売している協力型ファーストパーソン・シューティングゲームである。2011年に発売された『PAYDAY: The Heist』の続編にあたる。Microsoft Windows、PlayStation 3、Xbox 360用に2013年8月13日に発売された。2015年6月、「クライムウェイブ・エディション」というサブタイトルがつけられた当作品の改良版がPlayStation 4とXbox One向けに発売された (ヨーロッパでは6月12日、北米では6月16日)。

## 概要
前作の出来事から2年後、新しいギャングがワシントンD.C.にやってきて銀行強盗を行う。プレイヤーはギャング内の16人のメンバーの内1人を操り、自分だけで、または最大3人のAIか最大3人の他プレイヤーと強盗を実行する。
強盗の内容も様々であり、銀行、宝石店などを襲うこともあれば、選挙を操作して汚職政治家を陥れたり、銃や核弾頭の密輸を行う場合もある。
今作は前作よりも多くのプレイヤーに関するカスタマイズができるようになり、またステルスプレイの仕組みが改められた。
今作のプロモーションのために、付随するストーリーを描いた短編映画が作られ、インターネット上で公開された。本作は予約購入のみで採算が取れ、その内容も高評価を受けたゲームとなった。「クライムウェイブ・エディション」は、新たなコンテンツとそれまでの全てのDLCを含み、そのグラフィックも向上している。

## ゲームプレイ
このゲームでは、プレイヤーがその多様な「強盗」ジョブを一人で実行するのか、それともAIと共に、あるいは他のプレイヤーと行うのかを選択できる。ステルスに重きを置かれたジョブも存在し、それをクリアするとボーナスの経験値と金が手に入る。
ジョブ選択画面はCrime.netというウェブサイト様になっていて、ワシントンD.C.の地図上に契約できるミッションのアイコンが定期的に出現する。プレイヤーはその現れている契約を選ぶか、既に別のプレイヤーが始めている契約に参加するか、海外口座にあるゲーム内マネーで契約を買う。7つの難易度レベルがあり、クリアするレベルが高いほど金と経験値が多く支払われる。独立した難易度設定として、より多くの経験値を手に入れられるが一度失敗するとリトライできない「プロ・ジョブ」という状態を追加することができるミッションもあったが、後のアップデートでその機能は取り除かれた。ゲーム内時間での複数日に渡って行うジョブもあり、それぞれの日で異なる目的を持ったミッションが示される。一日を終了した後に逃走ミッションが発生することがあり、そこでプレイヤー達の本来の逃走計画は妨害され、彼らは生き延びて代わりの逃走経路にたどり着かなければならない。
本作の多くのジョブがステルスでクリア可能である。監視カメラに発見されず、警備員を避けるあるいは音を立てずに殺し、目撃した市民に警察へ通報させなければ、警報は鳴らず、プレイヤー達は経験値ボーナスを入手できる。さもなければプレイヤー達は定期的な警察の集中急襲に耐えながら、目標をこなし、略奪品を投下地点まで運び、逃走地点に到達しなければならなくなる。敵のほとんどはワシントン警察のSWAT部隊であるが、難易度が増加するにつれFBISWATや GenSecという警備会社、最終的には国土安全保障省が登場する。その中には何種類かの特殊隊員が含まれる。特殊隊員は、Payday 2の全対応機種において、その特徴的な装備から名付けられた「シールド」、「テイザー」、そして防弾に近い改造対爆スーツを着た「ブルドーザー」、「スナイパー」が登場する。クライムウェイブ・エディションとPC版で、潜入と近接格闘術のエキスパートである「クローカー」が、PC版限定で回転式銃座と接近阻止武器を備えた強固なバン、隊員の体力を最大まで回復させる「メディック」、また「キャプテン・ウィンター」が出現する。キャプテン・ウィンターは強く防護されたベテラン警察官で、自らが退却させられるまで警察の急襲状態を維持し、隊員の能力を高める。
プレイヤーはダメージを多く受けすぎると倒れ（ダウン）、操作不能になる。そのプレイヤーは誰にも助けられないか、回復せずに一定数回ダウンした場合、拘留される。拘留されたプレイヤーは、低難易度では一定時間経過すれば拘留所から出られるが、より高い難易度ではチームメイトが人質を取りそのプレイヤーと交換しなければ、そこから出ることはない。全てのプレイヤーがダウンしているか拘留所にいる場合、ジョブは失敗となる。
毎ジョブの終了時に、それぞれのプレイヤーは画面上に表示された3枚のカードの中から1枚を選ぶこととなる (これを「ペイデイ (給料日)」と呼ぶ)。このボーナスカードは武器のカスタムパーツ、マスク、マスク用のカラーや生地、経験値、金のいずれかになる。プレイヤーはマスクを購入、カスタマイズすることができるが、これは完全に外見だけの変更であり、ゲームプレイ自体に影響を与えない。
ゲームを通して、プレイヤーは金と経験値を貯めていくこととなる。金は2種類に分けられる。自分の総取り分の20％が直接プレイヤーに与えられ、それを武器やマスクの購入に費やすことができる。残り80％は各自の「海外口座」に送られる。ストーリーの中で、この口座にある金はプレイヤーの退職資金である、と示唆されるものの、仲買人から契約を買う、Overkillが実施する特別期間中にジョブをこなさずボーナスカードを買う、あるいは「インファマス」になるために使うことができる。
経験値を得るほど、名声レベルが上がっていく。レベルが上がればスキルポイントが手に入り、それを消費して、5つの犯罪者タイプ、プレイスタイルに大別されたスキルツリーから能力やボーナスを得ることができる。全てのツリーを最大にすることはできないため、プレイヤーは大抵、それぞれのツリーからスキルを適切に選び、組み合わせて、有用性を高めることが推奨される。また、プレイヤーは得た経験値の量に合わせて、「パーク・ポイント」を手に入れる。それを使用して「パーク・デッキ」から追加ボーナスを解除する。強盗を開始する前に、予め決めておいたそれぞれのスキル、パーク、武器、装備で構成された5つのプロフィールのいずれでミッションを遂行するか、コスト無しで変更することができる。
名声レベルが100に達すると、プレイヤーは自分の「インファミー」レベルを上げることが可能となり、このレベルは最大で25である (2015年3月5日の時点でPS3とXbox 360版において、最大インファミーレベルは5である)。インファミーレベルを上げることを「インファマスになる」というが、それによってプレイヤーは特殊なスキルツリーにアクセスでき、ロビー画面で特別なポーズを取れるようになる。しかし、インファミーレベルを上げる時に、プレイヤーの所持金と経験値は全て失われ、自分の海外口座から合計2億ドルが差し引かれる (海外口座からの控除はインファミーレベル5に達するまでのみ)

## 登場人物
声はゲーム本編の声優、演は短編映画の俳優を示す

### プレイヤーキャラクター
ダラス(Dallas)
現在44歳のアメリカ人でペイデイギャングのリーダー。マスクの柄はアメリカ合衆国旗。
重度の喫煙癖の影響ですぐに息が切れてしまう。
かつてはシカゴのマフィア組織の元で働いていた。
当初は単なるナイトクラブの用心棒だったが、後にヒットマンの地位まで出世する。
30歳の頃、ダラスは2つのシカゴのマフィア同士に抗争を起こさせるよう仕組み、多数の構成員と警官を死に至らしめた。これにより複数のマフィアのボスによって殺害命令が出されたが、彼は上手く生き延びた。
ヒューストン(Houston)
31歳のアメリカ人でダラスの弟。前作のPAYDAY: The Heistでホクストンが収監されていたため、経緯は不明だが暫くの間ホクストンの代理としてPAYDAYギャングに加わっていた。
ウルフ(Wolf)
スウェーデン生まれの34歳。ウルフが勤めていた会社が倒産し、彼と家族はホームレスになってしまった。その後ウルフは精神疾患を起こし、様々なアクション映画の真似事をするようになる。これが彼の犯罪経歴のきっかけになった。
チェインズ(Chains)
37歳。軍歴10年のベテラン。プレイヤーキャラ唯一の黒人。元ネイビーシールズ。
幼少時代は、里親の家と少年拘置所を行ったり来たりと荒れた日々を過ごす。
常に自分の死の限界に挑戦することを熱望していて軍に入隊した。
だが希望する部隊に配属されたものの、短気な性格のせいですぐに追い出されてしまう。除隊後は傭兵の世界に身を置き、最も良い報酬を提示さえすれば世界中あらゆる場所に赴いた。

#### DLC
ホクストン(Hoxton)
イギリス人。前作から今作までの間に逮捕され、収監中だった。その間ダラスの弟、すなわち現在のヒューストンがこの「ホクストン」の代理を務めていたが、本人にこの話は伝わっておらず、「俺のマスクと名前を使ってるのは誰だ！」と弁護士に逆上していた。
ジョン・ウィック(John Wick)
声：デイヴ・フォーケット（Dave Fouquette）
映画『ジョン・ウィック』からのゲストキャラクター。
ゲーム内ではChainsの軍役時代の知り合いとなっている。
クローバー(Clover)
アイルランド出身の27歳の女性で、ホクストンのかつての犯罪仲間。
ドラガン(Dragan)
声・演：ドラゴミール・ムルジッチ
クロアチア出身の45歳の男性。元インターポールの捜査官だが、犯罪者と捜査機関の双方をだまして私腹を肥やしていた。ブッチャーと親しくなったことを機にワシントンDCに来た。
なお、声を当てたムルジッチは、実際に強盗犯として服役していたことがある 。
ジャケット(Jacket)
『ホットライン・マイアミ』からのゲストキャラクター。使用するには該当DLCだけでなく、『Hotline Miami 2: Wrong Number Digital Special Edition』も購入する必要がある。『ホットライン・マイアミ』で会話シーンがなかったことにちなみ、本作ではラジカセに入っている様々な音源を用いて会話する。
ボニー(Bonnie)
スコットランド人の大柄な女性。
1980年代のスコットランドに対し厳しい政策を行うサッチャー政権時代を過ごした。1990年代より「ハネムーン殺人」の容疑で捜査されていた。
ソーコル(Sokol)
ロシア出身の25歳の男性。表向きはアイスホッケーチーム「サンクトペテルブルグ・ボンバーズ」のキャプテンだったが、裏の仕事のためにわざと自分の選手生命を終わらせた経緯を持つ。
治郎(Jiro)
声：伊川東吾
日本出身の52歳の男性である元暴力団員。組長から生き別れの息子がアメリカにいることを告げられ、連絡先としてベインを紹介された。アメリカ人と日本人のハーフである。
多くのシーンで大阪弁を話すが、英語を話す場面も存在する。
ボーディ
声：ジョシュ・レン
映画『X-ミッション』からのゲストキャラクター。ムンバイとオーストリアで派手な犯行を行った事でベインの注目を集め、ペイデイギャングへの招待を受ける事となった。
ジミー(Jimmy)
声：シャールト・コプリー
映画 『ハードコア』からのゲストキャラクターで、契約者としても登場する。
シドニー(Sydney)
オーストラリア出身の24歳の女性。
ペイデイギャングに憧れを抱き、自身もスカウトしてもらおうと片っ端から悪事を働いた結果ベインの目に止まり、お望み通り晴れてギャング達の仲間入りを果たした。
ラスト(Rust)
演：ロン・パールマン
本名はトム・ビショップ。元OVERKILL MCと言うバイカーギャングの一員だった男性。ペイデイギャングの協力者として選ばれ、『入団試験』に臨む。
スカーフェイス（Scarface）
映画 『スカーフェイス』の主人公、トニー・モンタナ。映画の最後、襲撃を生き残るも全てを失ったトニーが、カルテルへの復讐の為に再び立ち上がる
サングレス(Sangres)
メキシコ出身の男性で、元はモンテレイの裏社会を牛耳る麻薬カルテルの間でその名を知られた、腕利きのシカリオ（殺し屋）の１人だった。
デューク(Duke)
ニューヨークのロングアイランドで裕福な暮らしをする傍ら、世界中の美術品・骨董品・文化遺産の窃盗・盗掘に関与していた50代の男性。
オリジナルのマスクとギャングのデザインコンテスト「MyHeister」の優勝者のアイデアを基に実装された。
イーサン(Ethan)
YouTubeで「en:h3h3Productions」のチャンネル名で活動している実在のユーチューバー。
エイプリルフール企画で嘘のDLCが発表されたことがあったが、後に正式に実装された。
ヒラ(Hila)
イーサンの妻で、同じくh3h3Productionsで活動している実在のユーチューバー。
イスラエル国防軍で2年間兵役に就いていた経歴を持つ。
ジョイ(Joy)
Switch版限定で実装された日本人女性。
ハッカーで、絵柄が変化するLEDでデザインされたマスクを着用する。
現在は、全プラットフォームで使用出来る。

### 協力者
ゲージ（Gage)
演:ダッシュ・ミホク (Dashiell Mihok)
強盗たちに武器を提供する車いすの退役軍人。
オルドストーン(Aldstone)
ホクストンの家の執事。
イリヤ(Ilija)
一部ミッションでプレイヤーが雇うことができる狙撃手。
トゥイッチ（Twitch）
強盗たちに運転手として協力する人物。
グレタ(Greta)
Webシリーズのみに登場する女性暗殺者。
アウミール(Almir)
ゲーム内に度々登場する男性。
バイル(Bile)
強盗たちの利用するヘリのパイロット。
アレックス(Alex)
強盗たちの利用するヘリのパイロットで、前作から続投。
ジョージ(George)
強盗たちの利用するヘリのパイロットで、前作から続投。
スポッター(Spotter)
強盗たちに見張りとして協力する男性。

### 契約者
プレイヤーキャラクターである強盗たちの雇い主もしくは仕事の依頼者。
ベイン(Bain)
プレイヤーキャラクターである強盗たちのサポート役を務める謎の男で、Crime.netなるウェブサイトを運営している。
ヘクター(Hector)
ワシントンDCで麻薬製造・密売、売春などを行う男性。
エレファント(The Elephant)
共和党議員。エレファントという名称はCrime.net内でのハンドルネームであり、本名はジョン・ヘンリー・シモンズ（John Henry Simmons）。
ヴラッド(Vlad)
ワシントンDCを拠点に活動する犯罪者。仲間の裏切りにより投獄され、プレイヤーキャラクターたちに復讐の手助けをするよう依頼する。
デンティスト(The Dentist)
プレイヤーキャラクターたちに仕事の依頼を行う男性。デンティストという名称は、表向きの職業が歯科医であることに由来する。
ブッチャー(The Butcher)
冷戦時代から武器の密売を行う女商人で、ブッチャーという名称は表向きの職業が肉屋であることに由来する。
ロック(Locke)
南アフリカ出身の民間軍事会社Murkeywaterの社員。Crime.netにハッキングしたが、より多くの報酬を得るためにCrime.netの契約者とMurkeywaterの社員という二つの立場を持つことにした。

### NPC
ボブ・マッケンドリック(Bob McKendrick)
ワシントンDC市長で、エレファントことシモンズ議員とは顔見知り。
ボブルヘッド・ボブ(Bobblehead Bob)
ワシントンDC市民。あるジョブにて、ボブルヘッド販売事業の融資を受けに銀行を訪れた際に強盗たちの人質にされる。その後のいくつかのジョブにも顔を出していたり、彼の手掛けた商品が出てくることがある。
ソロモン・ギャレット（Solomon Garrett）
PAYDAYギャングに対抗する特捜班（Task Force）の総監。かつてボストン市警察でアイルランド系・イタリア系マフィアを壊滅させた手腕を買われ、マッケンドリック市長とシモンズ議員によって迎え入れられた。
ネヴィル・ウィンターズ（Neville Winters）
ギャレットの部下。

## DLC
本作がリリースされてから、本作用には24を超えるダウンロードコンテンツ (DLC) が発売されている。それらには新たなジョブ、銃、ゲーム・メカニズムが含まれる。おおよそ武器パックDLCにはギャング達の武器ディーラーである、プロモーション用短編映画で紹介されたゲージの名がついている。新しいキャラクターであるブッチャーを通じて後に紹介される武器パックもあるが、最近の殆どの武器パックは再びゲージによって支給されている。
"Payday 2: Hotline Miami"はDennaton GamesとOverkillの共同プロジェクトであり、『ホットライン・マイアミ』 に影響を受けたジョブが含有される。ジョン・ウィック・パックはライオンズゲートとOverkillのコラボレーションであり、映画『ジョン・ウィック』からPayday 2に名義としてのキャラクターが登場する。2015年、ライオンズゲートとの2回目のコラボレーションである、Point Break に注目したDLCが発表され、その映画を基にした2つのジョブと1人のキャラクターが含まれている。
スウェーデンのゲーム会社Coffee Stain Studios との共同プロジェクトとして、"ゴート・シミュレーター・ハイスト"が2016年1月14日に追加された。このDLCは車に積まれていた薬物を飲み込んだヤギを主人公たちが追い回すというストーリーである。また、『ゴートシミュレーター』側でも本作を意識した内容のDLCが配信された。
2015年に制作された映画『ハードコア』を基にした、"ハードコア・ヘンリー・パック"は2016年3月24日に追加された。このパックはジミー・キャラクター・パックとハードコア・ヘンリー・ハイストの2つのDLCに分割された。